# Nils Jerlov
Nils Gunnar Jerlov, född 12 oktober 1909 i Bosjöklosters församling i dåvarande Malmöhus län, död 29 maj 1990 i Göteborgs Haga församling i Göteborgs och Bohus län, var en svensk oceanograf. Han var brorson till Sigbert och Emil Jerlov.
Jerlov var son till disponenten David Johnson och Hilma Henriksson. Efter akademiska studier blev han filosofie magister i Lund 1932, filosofie doktor 1939, docent i oceanografi vid Göteborgs universitet 1953. Han blev assistent i Svenska hydrografisk-biologiska kommissionen 1935 och laborator där 1945. Han verkade vid Fiskeristyrelsen 1948–1958, vid Oceanografiska institutet 1957–1961 och blev laborator i oceanografi i Göteborg 1961. År 1963 utnämndes han till professor i fysisk oceanografi i Köpenhamn och bosatte sig därför i Danmark.
Jerlov deltog i svenska djuphavsexpeditionen med Albatross 1947–1948, italiensk-svenska oceanografiska expeditionen 1955, Auguste Piccards dykning med batyskafen i Medelhavet 1957 och internationella oceanografiska expeditionen med Discovery II 1959. Han blev ledamot av Kungliga Vetenskaps- och Vitterhetssamhället i Göteborg (LVVS) 1954, Fellow of International Oceanographic Foundation, Member of Corporation of Bermuda Biological Station 1958 samt ordförande för Commission on Radiant Energy in the Sea 1960.
Jerlov författade flera publikationer: Effect of Chemical Combination on X-Ray Emission Spectra (doktorsavhandling 1939), Optical Studies of Ocean Water (1951), Particle Distribution in the Ocean (1953), The Equatorial Currents in the Pacific (1956), Maxima in the vertical Distribution of Particles in the Sea (1958) och Optical Measurements in the Eastern North Atlantic (1961). Han var riddare av Nordstjärneorden.
Han var från 1949 gift med Elwi Galeen (1913–2008), dotter till tyske regissören Henrik Galeen och hans svenska hustru Elvira Adler samt systerdotter till Axel Adler. Han är gravsatt i minneslunden på Kvibergs kyrkogård i Göteborg.